# Nishihira Kosei
Nishihira Kosei (Okinawa, 10 giugno 1942 – Nishihara, 14 maggio 2007) è stato un maestro di karate giapponese. Ha tramandato lo stile antico Shōrinryū Matsumura Seitō Karate e Kobudō.

## Biografia
Kosei Nishihira nacque il 10 giugno 1942 in un piccolo villaggio vicino a Yonabaru, nel sud dell'isola di Okinawa, in Giappone. Fin dall'età di circa quindici anni praticò con assiduità e dedizione, sotto gli insegnamenti del maestro Hohan Sōken, lo stile “ortodosso” di karate, meglio conosciuto come Shōrinryū Matsumura Seitō Karate .
Lo stile insegnato al giovane Nishihira fu molto difficile e venne tramandato personalmente con molta severità solo a pochi “uchi-deshi” (allievi interni) in maniera molto selettiva e privata, pur dando qualche lezione anche ad “allievi esterni” giapponesi, americani e di altre nazionalità, senza mai però insegnare quelle parti ritenute segrete o troppo pericolose per il praticante medio.
Intorno ai trent'anni si sposò con la figlia di un esperto di Kobudō di Okinawa con la quale ebbe due figli, aprì un negozio bentoyasan proprio a Nishihara, vicino alla casa di Hohan Sōken e nonostante l'intensa attività lavorativa, seguì e praticò con ancora più passione insieme al suo “Sensei”.
La frequenza e l'impegno con cui Nishihira praticò lo stile lo portarono inevitabilmente a legarsi  anche affettivamente al Gran maestro Sōken attribuendogli il nomignolo di “Tan-mei” (zietto) e tanto da rimanergli vicino, accudendolo, fino in punto di morte.
Nishihira si trovò spesso, nel corso della propria vita,  a dover fronteggiare avversari molto più robusti di lui, avendo comunque la meglio, grazie agli insegnamenti severi e pesanti del Gran maestro Sōken, e permettendogli di avere la piena consapevolezza dell'efficacia delle tecniche, senza quindi sentirsi in dovere di fondare uno stile diverso da quello insegnatogli privatamente dal suo maestro. Pur rimanendo “nascosto” per anni Kosei Nishihira diventò un grande maestro a sua volta, riconosciuto in campo internazionale come erede dello Shōrinryū Matsumura Seitō Karate Kobudō dopo il Gran maestro Sōken, nonostante ciò la sua grande umiltà e riservatezza lo portarono a restare fedele al volere del suo maestro di non “diffondere” lo stile ma di trasmetterlo solo ai più meritevoli, tanto che nemmeno i suoi vicini di casa vennero mai a conoscenza di quale praticante tanto esperto fosse.
Nishihira Kosei Sensei continuò ad allenarsi ininterrottamente quando, il 14 Maggio 2007 all'età di 64 anni, venne a mancare.
A tutt'oggi alcuni maestri di karate in tutto il mondo affermano di essere stati allievi del maestro Nishihira, ma quest'ultimo prima della propria scomparsa riconobbe dichiaratamente come suoi studenti solo i maestri: Giuseppe Meloni, (rappresentante per l'Europa), Ricky Rose (Stati Uniti d'America), Theodore Lange (Australia) e Richard Boyden. Ricky Rose e Theodore Lange a loro volta furono già allievi di Hohan Sōken prima e di Nishihira poi.